# 超级体育报
超级体育报（西班牙語：Superdeporte），是西班牙巴倫西亞自治區区域性的体育报章，总部位于西班牙巴伦西亚，力主报道巴伦西亚和莱万特两家本地球会的每日最新资讯。